# 無腸人

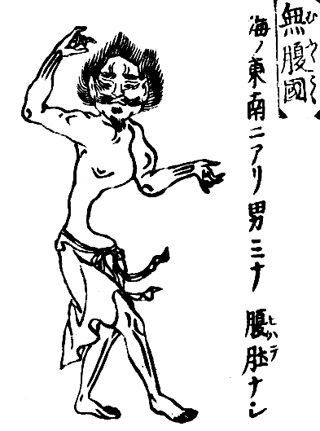
『唐土訓蒙図彙』（1802年、日本）「無腹国」より無腹（無腸）人

無腸人（むちょうじん）は中国に伝わる伝説上の人種である。無腹（むふく）とも呼ばれる。古代中国では北方に位置する国に棲んでいたとされる。

## 概説
古代中国の地理書『山海経』の海外北経・大荒北経によると、無腸国は深目国の東、聶耳国の西にあり、無腸人は人間の姿をしているが、背が高く内臓がないという。
類書である王圻『三才図会』では、無腹という呼び名で記されており、無腹国は東南の海にあるとされている。日本の『和漢三才図会』や奈良絵本『異国物語』などではこの解説が使われている。

## 無腸人の登場する作品
『鏡花縁』
無腸国が旅の途中に舞台として登場する。無腸人たちは食物を食べても内臓がないためにほとんど未消化で食物が通過しそのまま出て来てしまう。高貴な無腸人が食べて通過した食物をその下の身分の無腸人が食べる、という仕組みが展開され、最終的に最底辺の身分の無腸人たちを通過した食物はイヌが食べる、という社会構造が設定されている。
葛飾北斎『北斎漫画』
第3編（1815年）に描かれている。